# Iván Álvarez (Fußballspieler, 1980)
Iván Marcelo Álvarez Valenzuela (* 20. Januar 1980 in Curicó) ist ein ehemaliger chilenischer Fußballspieler auf der Position des Stürmers.

## Karriere

### Vereinskarriere
In jungen Jahren war Iván Marcelo Álvarez mit seinem Zwillingsbruder Cristián Álvarez bei der Escuela de Fútbol Municipal de Curicó, die von seinem Vater Luis Hernán gegründet wurde, aktiv. Ab 1993 spielten die beiden Brüder bei Universidad Católica.
Sein Debüt gab Iván Álvarez im Jahr 2000, wobei er für die Cruzados nur zwei Ligaspiele absolvierte und dann nach Deportes Temuco ging, mit denen er Meister der Primera B 2001 wurde. Während seiner Laufbahn spielte er für weitere chilenische Klubs. Seine einzige Auslandserfahrung sammelte Álvarez in Bolivien beim Club Jorge Wilstermann, als er von Deportes Puerto Montt für ein halbes Jahr in das Nachbarland verliehen wurde. Im Jahr 2011 beendete er seine Karriere bei den Rangers de Talca, die mittlerweile in der zweiten Liga spielten.

### Nationalmannschaftskarriere
Bei der U-17-Fußball-Südamerikameisterschaft 1997 in Paraguay und der U-17-Fußball-Weltmeisterschaft 1997 in Ägypten spielte Iván Álvarez für die U-17-Nationalmannschaft.

## Erfolge
Deportes Temuco
- Meister der Primera B: 2001

## Sonstiges
Sein Vater Luis Hernán wurde 1963 Torschützenkönig der Primera División und spielte mit der Nationalmannschaft beim Campeonato Sudamericano 1959. Sein Zwillingsbruder Cristián war ebenfalls Profifußballspieler.